# Die Lavanttaler Schützenjäger

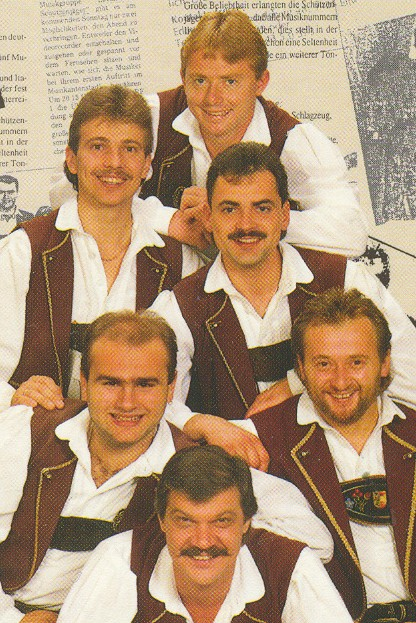
Die Lavanttaler Schützenjäger

Die Lavanttaler Schützenjäger waren eine Gruppe der Volkstümlichen Musik. Sie wurde im Herbst 1987 als Quintett gegründet. Im selben Jahr wurde der Tonträger „Mit Schwung ins Wochenend“ produziert.
Die erste Besetzung der Gruppe war:
- Edmund Lubi (Gitarre)
- Kurt Jöbstl (Saxophon, Klarinette)
- Jörg Schifferl (Akkordeon, Keyboard)
- Bernhard Gaber (Trompete, Schlagzeug)
- Anton Kurey (Bass und E-Bass).

In dieser Besetzung fanden bis 1991 Auftritte im In- und Ausland statt. Es erschien ein Tonträger mit dem Titel Nur Amore.
1991 verließ Kurey die Gruppe, um als Berufsmusiker zu arbeiten. Für ihn wurde Gerhard Petschnig (Bariton und E-Bass) in die Gruppe aufgenommen.
Im Jahre 1994 wurde die CD Schön war die Kinderzeit produziert.
Da Jörg Schifferl aus gesundheitlichen Gründen von den Tasteninstrumenten zur Trompete wechselte, kam im Frühjahr 1995 kam Manfred Gräßl (Akkordeon, Schlagzeug) zur Band. Damit wurde aus dem Quintett ein Sextett und als solches wurde im Herbst 1995 der letzte Tonträger mit dem Titel Musik, Musik, Musik produziert. Im Mai 1995 wurde die Truppe zum Musikantenstadl nach Zürich eingeladen. 1997 löste sich die Gruppe auf.